# Georgy Girl (canción)
«Georgy Girl» es una canción interpretada por el grupo australiano de folk pop The Seekers. Fue publicada a mediados de febrero de 1967 por Columbia Records.
Se utilizó como canción principal de la película de 1966 del mismo nombre. Tom Springfield, quien había escrito «I'll Never Find Another You», compuso la música y Jim Dale proporcionó la letra. La canción se escucha tanto al principio como al final de la película, con letras marcadamente diferentes. Fue nominada en los premios Oscar a mejor canción original, perdiendo ante «Born Free» de Matt Monro.

## Posicionamiento

### Gráfica semanal
| Gráfica (1966–67)                             | Pico de posición |
| --------------------------------------------- | ---------------- |
| Australia (Kent Music Report)                 | 1                |
| Canadá (RPM Top Singles)                      | 1                |
| Estados Unidos (Billboard Hot 100)            | 2                |
| Estados Unidos (Billboard Adult Contemporary) | 7                |
| Estados Unidos (Cashbox Top 100)              | 1                |
| Irlanda (Irish Singles Chart)                 | 10               |
| Nueva Zelanda (Listener)                      | 1                |
| Reino Unido (UK Singles Chart)                | 3                |
| Sudáfrica (Springbok Radio)                   | 10               |
| Suecia (Sverigetopplistan)                    | 14               |

### Gráfica de fin de año
| Gráfica (1967)                     | Pico de posición |
| ---------------------------------- | ---------------- |
| Canadá (RPM Top Singles)           | 15               |
| Estados Unidos (Billboard Hot 100) | 57               |
| Estados Unidos (Cashbox Top 100)   | 11               |

## Certificaciones y ventas
| País                  | Certificación | Ventas  |
| --------------------- | ------------- | ------- |
| Estados Unidos (RIAA) | Oro           | 500,000 |